# Paracycling-Weltmeisterschaften
Die Paracycling-Weltmeisterschaften (englisch UCI Paracycling World Championships) sind die von der Union Cycliste Internationale (UCI) ausgetragenen Weltmeisterschaften im Paracycling. Sie fanden erstmals unter diesem Namen im Jahr 2007 statt.

## Geschichte
Das Internationale Paralympische Komitee (IPC) organisierte 1994 die ersten IPC-Paracycling-Weltmeisterschaften. 2002 unterzeichneten die UCI und das IPC eine Vereinbarung zur Eingliederung von Paracycling ins UCI-Programm. Der letzte Punkt der Eingliederung war die erfolgreiche Organisation der IPC-Paracycling-Weltmeisterschaften 2006 in Aigle durch die UCI, woraufhin im Februar 2007 offiziell der Transfer von Paracycling zur UCI bekannt gegeben wurde.
Die ersten UCI-Paracycling-Weltmeisterschaften fanden schließlich im August 2007 in Bordeaux statt. Seit 2009 werden Bahn- und Straßenwettbewerbe zeitlich und räumlich getrennt als Paracycling-Bahnweltmeisterschaften und Paracycling-Straßenweltmeisterschaften ausgetragen. 